# Население Московской области
Численность населения Подмосковья по данным Росстата составляет 8 775 735 чел. (2025). Плотность населения — 197,97 чел./км² (2025). Городское население — 
76,38 % (2022).

## Численность населения
В Московской области наблюдается устойчивый рост населения (так, с 2005 года по 2012 прирост составил 10,5 %). Смертность в Московской области превышала рождаемость, однако в последние годы естественная убыль населения снижается (с −8,5 ‰ в 2005 году до −2,4 ‰ в 2012 году)Но с 2015 года наблюдается естественный прирост населения в 0,1 %. Прирост населения в области идёт главным образом за счёт увеличения числа жителей городов — такая тенденция отмечается с 1970-х годов; в городах или посёлках городского типа живёт и подавляющее большинство населения — свыше 80 %. Общий рост населения обеспечивается за счёт внешних миграций. Из общего числа прибывших в Московскую область в 2006—2010 годах около 22 % составляли иностранные граждане, причём число занятых иностранных граждан в экономике области растёт: в 2010 году численность иностранных работников составляла 230,7 тыс. чел. — в 1,6 раз больше, чем в 2005 году. Особенностью Московской области является значительный объём маятниковых миграций рабочей силы. Значительная часть экономически активного населения Московской области трудоустраивается в Москве.
Сельское население области продолжает уменьшаться; в 2010 году в области насчитывалось 327 сельских населённых пунктов, в которых не было зарегистрировано ни одного постоянного жителя. По абсолютным значениям численности населения в 2010 году лидировали Одинцовский (316,6 тыс. чел.), Раменский (256,3 тыс. чел.), Сергиево-Посадский (225,3 тыс. чел.) и Балашихинский (225,3) районы. В ближайших к Москве районах по данным переписи 2010 года был отмечен рост населения относительно 2002 года, в то время как в некоторых периферийных (Рузском, Ногинском, Луховицком, Волоколамском) произошла убыль населения.
| 1897       | 1926       | 1928       | 1937       | 1941       | 1944       | 1959       | 1970       |
| ---------- | ---------- | ---------- | ---------- | ---------- | ---------- | ---------- | ---------- |
| 1 391 990  | ↗4 570 836 | ↗4 744 200 | ↗8 173 289 | ↘5 387 400 | ↘3 807 400 | ↗5 863 003 | ↘5 774 529 |
| 1976       | 1979       | 1987       | 1989       | 1990       | 1991       | 1992       | 1993       |
| ↗6 076 000 | ↗6 359 385 | ↗6 581 000 | ↗6 693 623 | ↗6 700 180 | ↗6 720 248 | ↘6 719 121 | ↘6 704 332 |
| 1994       | 1995       | 1996       | 1997       | 1998       | 1999       | 2000       | 2001       |
| ↘6 677 307 | ↘6 671 785 | ↘6 660 192 | ↘6 657 710 | ↘6 657 149 | ↘6 653 499 | ↘6 628 173 | ↘6 613 469 |
| 2002       | 2003       | 2004       | 2005       | 2006       | 2007       | 2008       | 2009       |
| ↗6 618 538 | ↘6 616 879 | ↗6 622 017 | ↗6 629 703 | ↘6 628 107 | ↗6 645 672 | ↗6 672 773 | ↗6 712 582 |
| 2010       | 2011       | 2012       | 2013       | 2014       | 2015       | 2016       | 2017       |
| ↗7 095 120 | ↗7 106 215 | ↗7 198 686 | ↘7 048 084 | ↗7 133 620 | ↗7 231 068 | ↗7 318 647 | ↗7 423 470 |
| 2018       | 2019       | 2020       | 2021       | 2022       | 2023       | 2024       | 2025       |
| ↗7 503 385 | ↗7 599 647 | ↗7 690 863 | ↗8 524 665 | ↗8 542 257 | ↗8 591 736 | ↗8 651 260 | ↗8 775 735 |

| Рождаемость (число родившихся на 1000 человек населения) (Данные за 2011 и 2012 года приводятся в границах, изменённых с 1 июля 2012 года) | Рождаемость (число родившихся на 1000 человек населения) (Данные за 2011 и 2012 года приводятся в границах, изменённых с 1 июля 2012 года) | Рождаемость (число родившихся на 1000 человек населения) (Данные за 2011 и 2012 года приводятся в границах, изменённых с 1 июля 2012 года) | Рождаемость (число родившихся на 1000 человек населения) (Данные за 2011 и 2012 года приводятся в границах, изменённых с 1 июля 2012 года) | Рождаемость (число родившихся на 1000 человек населения) (Данные за 2011 и 2012 года приводятся в границах, изменённых с 1 июля 2012 года) | Рождаемость (число родившихся на 1000 человек населения) (Данные за 2011 и 2012 года приводятся в границах, изменённых с 1 июля 2012 года) | Рождаемость (число родившихся на 1000 человек населения) (Данные за 2011 и 2012 года приводятся в границах, изменённых с 1 июля 2012 года) | Рождаемость (число родившихся на 1000 человек населения) (Данные за 2011 и 2012 года приводятся в границах, изменённых с 1 июля 2012 года) | Рождаемость (число родившихся на 1000 человек населения) (Данные за 2011 и 2012 года приводятся в границах, изменённых с 1 июля 2012 года) |
| 1970 | 1975 | 1980 | 1985 | 1990 | 1995 | 1996 | 1997 | 1998 |
| --- | --- | --- | --- | --- | --- | --- | --- | --- |
| 12,9 | ↗13,2 | ↘13 | ↗13,1 | ↘10,2 | ↘7,2 | ↘7 | ↘6,7 | ↗7 |
| 1999 | 2000 | 2001 | 2002 | 2003 | 2004 | 2005 | 2006 | 2007 |
| ↘6,8 | ↗7,3 | ↗7,9 | ↗8,4 | ↗8,8 | ↗9,1 | ↘9 | ↗9,1 | ↗9,6 |
| 2008 | 2009 | 2010 | 2011 | 2012 | 2013 | 2014 | | |
| ↗10,5 | ↗11 | ↘10,9 | ↗11,2 | ↗12 | ↗12,1 | ↗12,6 | | |

| Смертность (число умерших на 1000 человек населения) (Данные за 2011 и 2012 года приводятся в границах, изменённых с 1 июля 2012 года) | Смертность (число умерших на 1000 человек населения) (Данные за 2011 и 2012 года приводятся в границах, изменённых с 1 июля 2012 года) | Смертность (число умерших на 1000 человек населения) (Данные за 2011 и 2012 года приводятся в границах, изменённых с 1 июля 2012 года) | Смертность (число умерших на 1000 человек населения) (Данные за 2011 и 2012 года приводятся в границах, изменённых с 1 июля 2012 года) | Смертность (число умерших на 1000 человек населения) (Данные за 2011 и 2012 года приводятся в границах, изменённых с 1 июля 2012 года) | Смертность (число умерших на 1000 человек населения) (Данные за 2011 и 2012 года приводятся в границах, изменённых с 1 июля 2012 года) | Смертность (число умерших на 1000 человек населения) (Данные за 2011 и 2012 года приводятся в границах, изменённых с 1 июля 2012 года) | Смертность (число умерших на 1000 человек населения) (Данные за 2011 и 2012 года приводятся в границах, изменённых с 1 июля 2012 года) | Смертность (число умерших на 1000 человек населения) (Данные за 2011 и 2012 года приводятся в границах, изменённых с 1 июля 2012 года) |
| 1970 | 1975 | 1980 | 1985 | 1990 | 1995 | 1996 | 1997 | 1998 |
| --- | --- | --- | --- | --- | --- | --- | --- | --- |
| 8,4 | ↗9,5 | ↗11 | ↗11,6 | ↗12,2 | ↗17,6 | ↘16 | ↘15,1 | ↗15,3 |
| 1999 | 2000 | 2001 | 2002 | 2003 | 2004 | 2005 | 2006 | 2007 |
| ↗16,7 | ↗17,3 | ↗18,1 | ↗18,4 | ↘17,9 | ↘17,5 | →17,5 | ↘17 | ↘16,6 |
| 2008 | 2009 | 2010 | 2011 | 2012 | 2013 | 2014 | | |
| →16,6 | ↘15,9 | ↘15,4 | ↘14,4 | →14,4 | ↘14,1 | ↘13,9 | | |

| Естественный прирост населения (на 1000 человек населения, знак (-) означает естественную убыль населения) (Данные за 2011 и 2012 года приводятся в границах, изменённых с 1 июля 2012 года) | Естественный прирост населения (на 1000 человек населения, знак (-) означает естественную убыль населения) (Данные за 2011 и 2012 года приводятся в границах, изменённых с 1 июля 2012 года) | Естественный прирост населения (на 1000 человек населения, знак (-) означает естественную убыль населения) (Данные за 2011 и 2012 года приводятся в границах, изменённых с 1 июля 2012 года) | Естественный прирост населения (на 1000 человек населения, знак (-) означает естественную убыль населения) (Данные за 2011 и 2012 года приводятся в границах, изменённых с 1 июля 2012 года) | Естественный прирост населения (на 1000 человек населения, знак (-) означает естественную убыль населения) (Данные за 2011 и 2012 года приводятся в границах, изменённых с 1 июля 2012 года) | Естественный прирост населения (на 1000 человек населения, знак (-) означает естественную убыль населения) (Данные за 2011 и 2012 года приводятся в границах, изменённых с 1 июля 2012 года) | Естественный прирост населения (на 1000 человек населения, знак (-) означает естественную убыль населения) (Данные за 2011 и 2012 года приводятся в границах, изменённых с 1 июля 2012 года) | Естественный прирост населения (на 1000 человек населения, знак (-) означает естественную убыль населения) (Данные за 2011 и 2012 года приводятся в границах, изменённых с 1 июля 2012 года) | Естественный прирост населения (на 1000 человек населения, знак (-) означает естественную убыль населения) (Данные за 2011 и 2012 года приводятся в границах, изменённых с 1 июля 2012 года) |
| 1970 | 1975 | 1980 | 1985 | 1990 | 1995 | 1996 | 1997 | 1998 |
| --- | --- | --- | --- | --- | --- | --- | --- | --- |
| 4,5 | ↘3,7 | ↘2 | ↘1,5 | ↘−2 | ↘−10,4 | ↗−9 | ↗−8,4 | ↗−8,3 |
| 1999 | 2000 | 2001 | 2002 | 2003 | 2004 | 2005 | 2006 | 2007 |
| ↘−9,9 | ↘−10 | ↘−10,2 | ↗−10 | ↗−9,1 | ↗−8,4 | ↘−8,5 | ↗−7,9 | ↗−7 |
| 2008 | 2009 | 2010 | 2011 | 2012 | 2013 | 2014 | | |
| ↗−6,1 | ↗−4,9 | ↗−4,5 | ↗−3,2 | ↗−2,4 | ↗−2 | ↗−1,3 | | |

| Ожидаемая продолжительность жизни при рождении (число лет) | Ожидаемая продолжительность жизни при рождении (число лет) | Ожидаемая продолжительность жизни при рождении (число лет) | Ожидаемая продолжительность жизни при рождении (число лет) | Ожидаемая продолжительность жизни при рождении (число лет) | Ожидаемая продолжительность жизни при рождении (число лет) | Ожидаемая продолжительность жизни при рождении (число лет) | Ожидаемая продолжительность жизни при рождении (число лет) | Ожидаемая продолжительность жизни при рождении (число лет) |
| 1990                                                       | 1991                                                       | 1992                                                       | 1993                                                       | 1994                                                       | 1995                                                       | 1996                                                       | 1997                                                       | 1998                                                       |
| ---------------------------------------------------------- | ---------------------------------------------------------- | ---------------------------------------------------------- | ---------------------------------------------------------- | ---------------------------------------------------------- | ---------------------------------------------------------- | ---------------------------------------------------------- | ---------------------------------------------------------- | ---------------------------------------------------------- |
| 69,6                                                       | ↘69,4                                                      | ↘68,3                                                      | ↘65,4                                                      | ↘63,1                                                      | ↗63,4                                                      | ↗65,6                                                      | ↗67,2                                                      | →67,2                                                      |
| 1999                                                       | 2000                                                       | 2001                                                       | 2002                                                       | 2003                                                       | 2004                                                       | 2005                                                       | 2006                                                       | 2007                                                       |
| ↘65,8                                                      | ↘65,4                                                      | ↘64,9                                                      | →64,9                                                      | ↗65,1                                                      | ↗65,6                                                      | ↗65,7                                                      | ↗66,4                                                      | ↗66,9                                                      |
| 2008                                                       | 2009                                                       | 2010                                                       | 2011                                                       | 2012                                                       | 2013                                                       |                                                            |                                                            |                                                            |
| ↗67,3                                                      | ↗68,2                                                      | ↗69,1                                                      | ↗70,4                                                      | →70,4                                                      | ↗70,8                                                      |                                                            |                                                            |                                                            |

## Плотность населения
Плотность населения — 197,97 чел./км 2 (2025) — наибольшая среди субъектов России (кроме городов федерального значения — Москвы, Санкт-Петербурга и Севастополя), что обусловлено высокой долей городского населения — (по данным на 2022 год — 
76,38 %).
Наибольшая плотность имеет место в ближайших к Москве городских округах (Люберцы, Балашиха, Красногорск, Химки, Долгопрудный, Реутов и др.), наименьшая — в окраинных Лотошино, Шаховская, Можайском городских округах, где в 2010 году составляла около 20 чел./км², редко заселена также восточная часть Мещёрской низменности (менее 20 чел./км²).

## Поло-возрастной состав
Согласно данным переписи 2010 года, численность женского населения (3 824 тысяч человек) заметно выше численности мужского (3270 тысяч человек); при этом в возрастной группе от 0 до 24 лет мужское население преобладает над женским. В городах преобладание женского населения над мужскими выражено ярче (844 мужчины на 1000 женщин), чем в сельских населённых пунктах (902 мужчины на 1000 женщин). Средний возраст населения — 40,3 года (мужского — 37,3; женского — 42,9); таким образом, население Московской области немного старше, чем в среднем по России (39 лет). Демографическая нагрузка в Московской области — 611 лиц нетрудоспособного возраста на 1000 в работоспособном возрасте — немного ниже среднероссийской (623). В Московской области преобладают небольшие домохозяйства со средним числом членов 2,5 — более половины домохозяйств состоят из одного или двух человек.
Соотношение мужчин и женщин (данные Росстат)
| Год  | Количество женщин на 1000 мужчин |
| ---- | -------------------------------- |
| 2005 | 1187                             |
| 2010 | 1169                             |
| 2011 | 1168                             |
| 2012 | 1166                             |
| 2013 | 1165                             |
| 2014 | 1165                             |
| 2015 | 1165                             |
| 2016 | 1164                             |
| 2017 | 1162                             |

## Занятость
Общая численность трудовых ресурсов Московской области в 2010 году составила 4,1 млн чел.. Уровень зарегистрированной безработицы традиционно невысок, в 2012 году в области было 2,7 % безработных. Доходы населения Московской области ниже по сравнению с населением Москвы, однако в 2000-е годы этот разрыв существенно сократился (2001 год — 5,2 раза, 2006 год — 3,6 раза). При этом размер заработной платы работников бюджетной сферы Московской области выше среднероссийского в 1,3 раза (по этому показателю субъект занимает 2-е место в Центральном федеральном округе после Москвы); среднедушевые доходы населения области также выше среднероссийского уровня. Величина прожиточного минимума в IV квартале 2012 года составила 7223 рубля.

## Национальный состав
По национальности большинство населения (92,92 %) — русские; вторая по численности населения — украинцы (1,54 %), на третьем месте — армяне (0,82 %). По сравнению с 2002 годом в 2010 году в наибольшей степени (в полтора раза и более) увеличилось узбеков (более чем в шесть раз), таджиков (в пять раз), а также молдаван, армян и азербайджанцев. Количество украинцев, белорусов и евреев уменьшилось по сравнению с данными прошлой Всероссийской переписи. 419 тысяч человек не указали свою национальность — это почти в 2,5 раза больше, чем в 2002 году (172 тыс. чел.). В Московской области проживает также большое количество нелегальных трудовых мигрантов, преимущественно из стран ближнего зарубежья; в некоторых городах формируются места их компактного проживания, что способствует усилению межнациональной напряжённости.
|                           | 1959 чел. | %        | 1989 чел. | %        | 2002 чел. | % от всего | % от указав- ших нацио- наль- ность | 2010 чел. | % от всего | % от указав- ших нацио- наль- ность |
| ------------------------- | --------- | -------- | --------- | -------- | --------- | ---------- | ----------------------------------- | --------- | ---------- | ----------------------------------- |
| всего                     | 5863003   | 100,00 % | 6646356   | 100,00 % | 6618538   | 100,00 %   |                                     | 7095120   | 100,00 %   |                                     |
| Русские                   | 5519398   | 94,14 %  | 6212471   | 93,47 %  | 6022763   | 91,00 %    | 93,43 %                             | 6202672   | 87,42 %    | 92,92 %                             |
| Украинцы                  | 122586    | 2,09 %   | 185359    | 2,79 %   | 147808    | 2,23 %     | 2,29 %                              | 119474    | 1,68 %     | 1,79 %                              |
| Армяне                    | 5353      | 0,09 %   | 9245      | 0,14 %   | 39660     | 0,60 %     | 0,62 %                              | 63306     | 0,89 %     | 0,95 %                              |
| Татары                    | 52520     | 0,90 %   | 51059     | 0,77 %   | 52851     | 0,80 %     | 0,82 %                              | 56202     | 0,79 %     | 0,84 %                              |
| Белорусы                  | 40468     | 0,69 %   | 56498     | 0,85 %   | 42212     | 0,64 %     | 0,65 %                              | 31665     | 0,45 %     | 0,47 %                              |
| Узбеки                    | 3056      | 0,05 %   | 4321      | 0,07 %   | 4183      | 0,06 %     | 0,06 %                              | 25773     | 0,36 %     | 0,39 %                              |
| Молдаване                 | 1538      | 0,03 %   | 6189      | 0,09 %   | 10418     | 0,16 %     | 0,16 %                              | 19611     | 0,28 %     | 0,29 %                              |
| Азербайджанцы             | 2210      | 0,04 %   | 5974      | 0,09 %   | 14651     | 0,22 %     | 0,23 %                              | 19061     | 0,27 %     | 0,29 %                              |
| Мордва                    | 19772     | 0,34 %   | 28328     | 0,43 %   | 21856     | 0,33 %     | 0,34 %                              | 18678     | 0,26 %     | 0,28 %                              |
| Таджики                   | 955       | 0,02 %   | 1401      | 0,02 %   | 3404      | 0,05 %     | 0,05 %                              | 15549     | 0,22 %     | 0,23 %                              |
| Чуваши                    | 6224      | 0,11 %   | 13383     | 0,20 %   | 12530     | 0,19 %     | 0,19 %                              | 12466     | 0,18 %     | 0,19 %                              |
| Грузины                   | 2916      | 0,05 %   | 3777      | 0,06 %   | 9888      | 0,15 %     | 0,15 %                              | 10556     | 0,15 %     | 0,16 %                              |
| Евреи                     | 63037     | 1,08 %   | 23121     | 0,35 %   | 9899      | 0,15 %     | 0,15 %                              | 7164      | 0,10 %     | 0,11 %                              |
| Корейцы                   | 453       | 0,01 %   | 1567      | 0,02 %   | 3232      | 0,05 %     | 0,05 %                              | 5537      | 0,08 %     | 0,08 %                              |
| Киргизы                   | 402       | 0,01 %   | 2015      | 0,03 %   | 592       | 0,01 %     | 0,01 %                              | 4913      | 0,07 %     | 0,07 %                              |
| Немцы                     | 1342      | 0,02 %   | 3352      | 0,05 %   | 4607      | 0,07 %     | 0,07 %                              | 4061      | 0,06 %     | 0,06 %                              |
| Башкиры                   | 933       | 0,02 %   | 2993      | 0,05 %   | 3565      | 0,05 %     | 0,06 %                              | 3975      | 0,06 %     | 0,06 %                              |
| Лезгины                   |           | 0,00 %   | 1106      | 0,02 %   | 2130      | 0,03 %     | 0,03 %                              | 3689      | 0,05 %     | 0,06 %                              |
| Казахи                    | 1577      | 0,03 %   | 3145      | 0,05 %   | 2493      | 0,04 %     | 0,04 %                              | 3507      | 0,05 %     | 0,05 %                              |
| Осетины                   | 908       | 0,02 %   | 1707      | 0,03 %   | 2389      | 0,04 %     | 0,04 %                              | 3427      | 0,05 %     | 0,05 %                              |
| Марийцы                   | 581       | 0,01 %   | 2544      | 0,04 %   | 2554      | 0,04 %     | 0,04 %                              | 2555      | 0,04 %     | 0,04 %                              |
| Чеченцы                   |           | 0,00 %   | 664       | 0,01 %   | 1941      | 0,03 %     | 0,03 %                              | 2286      | 0,03 %     | 0,03 %                              |
| Аварцы                    |           | 0,00 %   | 755       | 0,01 %   | 1242      | 0,02 %     | 0,02 %                              | 2190      | 0,03 %     | 0,03 %                              |
| Поляки                    | 3787      | 0,06 %   | 3140      | 0,05 %   | 2764      | 0,04 %     | 0,04 %                              | 1987      | 0,03 %     | 0,03 %                              |
| Даргинцы                  |           | 0,00 %   | 372       | 0,01 %   | 953       | 0,01 %     | 0,01 %                              | 1896      | 0,03 %     | 0,03 %                              |
| Цыгане                    | 600       | 0,01 %   | 839       | 0,01 %   | 1511      | 0,02 %     | 0,02 %                              | 1724      | 0,02 %     | 0,03 %                              |
| Болгары                   | 412       | 0,01 %   | 1131      | 0,02 %   | 1511      | 0,02 %     | 0,02 %                              | 1719      | 0,02 %     | 0,03 %                              |
| Греки                     | 685       | 0,01 %   | 1429      | 0,02 %   | 1850      | 0,03 %     | 0,03 %                              | 1713      | 0,02 %     | 0,03 %                              |
| Кумыки                    |           | 0,00 %   | 280       | 0,00 %   | 818       | 0,01 %     | 0,01 %                              | 1622      | 0,02 %     | 0,02 %                              |
| Удмурты                   | 707       | 0,01 %   | 2028      | 0,03 %   | 1847      | 0,03 %     | 0,03 %                              | 1552      | 0,02 %     | 0,02 %                              |
| Гагаузы                   |           | 0,00 %   | 284       | 0,00 %   | 677       | 0,01 %     | 0,01 %                              | 1456      | 0,02 %     | 0,02 %                              |
| Туркмены                  | 417       | 0,01 %   | 839       | 0,01 %   | 833       | 0,01 %     | 0,01 %                              | 1448      | 0,02 %     | 0,02 %                              |
| Кабардинцы                |           | 0,00 %   | 389       | 0,01 %   | 570       | 0,01 %     | 0,01 %                              | 1306      | 0,02 %     | 0,02 %                              |
| Вьетнамцы                 |           | 0,00 %   |           | 0,00 %   | 220       | 0,00 %     | 0,00 %                              | 1110      | 0,02 %     | 0,02 %                              |
| Ингуши                    |           | 0,00 %   | 176       | 0,00 %   | 572       | 0,01 %     | 0,01 %                              | 1085      | 0,02 %     | 0,02 %                              |
| Лакцы                     |           | 0,00 %   | 371       | 0,01 %   | 628       | 0,01 %     | 0,01 %                              | 1052      | 0,01 %     | 0,02 %                              |
| Литовцы                   | 1399      | 0,02 %   | 1627      | 0,02 %   | 1172      | 0,02 %     | 0,02 %                              | 962       | 0,01 %     | 0,01 %                              |
| другие                    | 8690      | 0,15 %   | 11289     | 0,17 %   | 13654     | 0,21 %     | 0,21 %                              | 16494     | 0,23 %     | 0,25 %                              |
| указали национальность    | 5862926   | 100,00 % | 6645168   | 99,98 %  | 6446448   | 97,40 %    | 100,00 %                            | 6675443   | 94,08 %    | 100,00 %                            |
| не указали национальность | 77        | 0,00 %   | 1188      | 0,02 %   | 172090    | 2,60 %     |                                     | 419677    | 5,92 %     |                                     |

По итогам переписи населения 2020 года проживали следующие национальности (национальности менее 0,1 % и другое, см. в сноске к строке «Другие»):
| Национальность | Численность, чел. | Доля     |
| -------------- | ----------------- | -------- |
| Русские        | 6 873 903         | 80,64 %  |
| Армяне         | 70 199            | 0,82 %   |
| Украинцы       | 54 224            | 0,64 %   |
| Татары         | 46 066            | 0,54 %   |
| Узбеки         | 39 656            | 0,47 %   |
| Таджики        | 37 741            | 0,44 %   |
| Азербайджанцы  | 21 258            | 0,25 %   |
| Белорусы       | 15 673            | 0,18 %   |
| Киргизы        | 14 986            | 0,18 %   |
| Молдаване      | 12 811            | 0,15 %   |
| Мордва         | 9500              | 0,11 %   |
| Чуваши         | 9415              | 0,11 %   |
| Грузины        | 9298              | 0,11 %   |
| Другие         | 1 309 935         | 15,36 %  |
| Итого          | 8 524 665         | 100,00 % |

## Населённые пункты

### Города

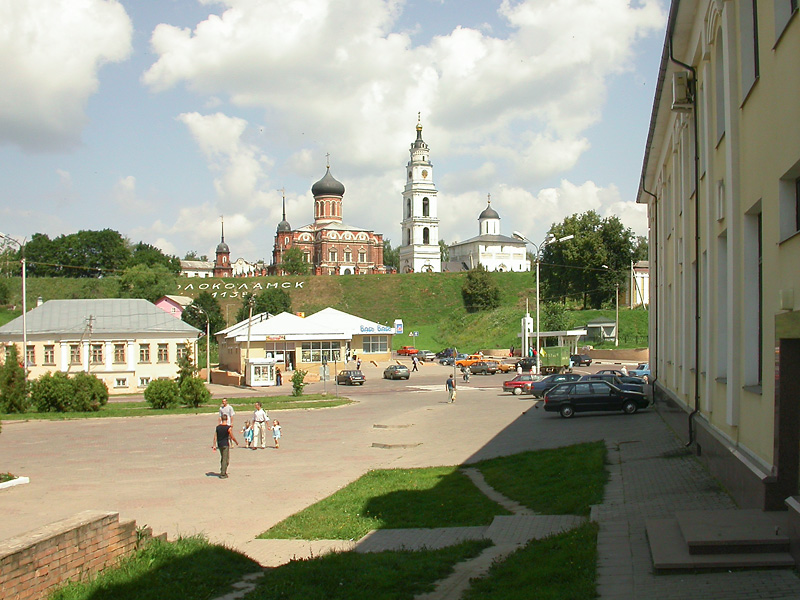
В центре города Волоколамска, 2003

В Московской области на 2019 год насчитывается 74 города, 21 из них имеют население свыше 100 тыс. чел. Три крупнейших города по численности населения — Балашиха (530 311 чел.), Подольск (312 911 чел.) и Химки (256 684 чел.). Большая часть городов имеет население от 10 до 50 тыс. чел. Самым маленьким городом области является Верея в Наро-Фоминском районе (4910 чел.).
Ряд городов Московской области был ликвидирован ещё в Советский период путём включения их в состав более крупных соседних городов (бывшие города Иваньково, Новокаширск, Щурово, Костино, Кусково), либо путём их объединения с Москвой — города Перово (c вошедшим в его состав городом Кусково), Бабушкин, Кунцево, Люблино, Тушино, Солнцево. Некоторые города Московской области (например Покров или города Мосбасса) были переданы в состав соседних областей.
Старейшим городом области считается Волоколамск (впервые упоминается в 1135, он на 12 лет старше Москвы); также старше Москвы Зарайск (первое упоминание в 1146); ненамного моложе столицы города Звенигород (основан в 1152), Дмитров (датой основания считается 1154), Коломна (датой основания считается 1177).
Наиболее интенсивно образование городов шло в 1938—1940 гг. Последним статус города получил Белоозёрский (2019); некоторые города выделены из состава других городов (Пересвет). На территории области имеется 5 ЗАТО, только одно из них является городом (Краснознаменск).
Город Москва, хотя и считается административным центром Московской области, в её состав не входит и имеет особый территориальный статус — это город федерального значения (Конституция РФ, статья 65), субъект РФ.

### Городское благоустройство
Жилищный фонд области составляет около 125 млн м²; почти все городские дома оборудованы водопроводом, канализацией, газом, центральным отоплением и горячим водоснабжением. Низок уровень телефонизации сельской местности (телефоном оборудованы лишь 15 % сельских жилищ).
В конкурсе на самый благоустроенный город Московской области в 2006 году победила Коломна. Второе место среди городов с населением более 100 тыс. заняла Балашиха, третье поделили Мытищи и Ногинск. Среди городов с населением менее 100 тысяч лидер — город Видное.

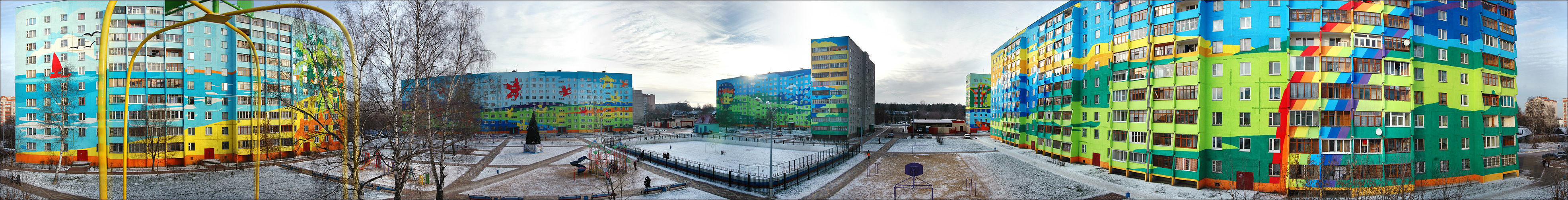
Панорама жилого микрорайона в Раменском

### Проекты строительства новых городов
В 2000-е годы было объявлено о начале реализации проектов, связанных со строительством новых территориально-административных образований в области, один из которых Рублёво-Архангельское, рассчитанный на 30 000 жителей с высоким уровнем достатка, СМИ уже успели назвать «городом для миллионеров».
Среди других проектов — новый город «Большое Домодедово» в районе Белых Столбов в 30 км к югу от МКАД, который собрался строить крупный бизнесмен Василий Анисимов. Город, рассчитанный на 450 000 жителей будет сопоставим по размерам с Краснодаром или Астраханью.
Ещё один проект «А 101», рассчитан на 300 000 жителей, в 2009 году началась распродажа его земель под ИЖС в Ленинском районе Подмосковья. Город планируется строить в течение 35 лет. Он займет собой 3,5 тыс. га, на которых будет возведено 20 млн м² жилья, 3 млн м² коммерческой недвижимости, 600 тыс. объектов социальной инфраструктуры. Автор проекта — член Совета Федерации России Вадим Мошкович.
28 июля 2010 года в Ступинском районе состоялась церемония закладки первого камня в основание города-спутника Новое Ступино. Город будет сочетать в себе жилье, индустриальный парк с рабочими местами, торговую и деловую инфраструктуру, социальные объекты и рекреационные зоны. Общая площадь проекта составляет 2150000 квадратных метров. Общее количество жителей 55 000 человек. Строительство первой фазы проекта будет завершено в 2012 году. Общая площадь застройки составит свыше 1,1 тысячи гектаров.

### Посёлки городского типа
В Московской области на 2019 год насчитывается 73 посёлка городского типа, в том числе 58 рабочих посёлков, 11 дачных посёлков и 4 посёлка, являющихся ЗАТО.

### Населённые пункты с численностью населения более 30 тысяч человек
| Балашиха     | ↗530 311 |
| Подольск     | ↗312 911 |
| Мытищи       | ↗275 313 |
| Химки        | ↘256 684 |
| Люберцы      | ↗236 339 |
| Королёв      | ↘226 007 |
| Красногорск  | ↗193 127 |
| Одинцово     | ↗187 301 |
| Домодедово   | ↗156 681 |
| Электросталь | ↘141 778 |
| Щёлково      | ↗135 918 |
| Серпухов     | ↗133 756 |
| Коломна      | ↘132 247 |
| Долгопрудный | ↘119 089 |
| Раменское    | ↘113 897 |
| Реутов       | ↘112 070 |
| Пушкино      | ↘111 580 |

| Жуковский        | ↘110 083 |
| Видное           | ↗106 222 |
| Орехово-Зуево    | ↘104 728 |
| Ногинск          | ↗102 392 |
| Сергиев Посад    | ↘98 251  |
| Воскресенск      | ↗95 071  |
| Клин             | ↘88 425  |
| Чехов            | ↘86 164  |
| Ивантеевка       | ↗83 941  |
| Лобня            | ↘81 143  |
| Наро-Фоминск     | ↗74 493  |
| Дубна            | ↘74 032  |
| Котельники       | ↗72 311  |
| Егорьевск        | ↘71 169  |
| Лыткарино        | ↗66 526  |
| Павловский Посад | ↗65 297  |
| Ступино          | ↘63 506  |

| Дмитров        | ↘63 044 |
| Фрязино        | ↘58 661 |
| Дзержинский    | ↘57 434 |
| пгт Нахабино   | ↗55 448 |
| Солнечногорск  | ↘47 514 |
| Краснознаменск | ↗44 657 |
| Кашира         | ↘44 551 |
| Апрелевка      | ↗38 483 |
| Звенигород     | ↗37 271 |
| Протвино       | ↗37 221 |
| Шатура         | ↘36 714 |
| Истра          | ↘34 971 |
| Ликино-Дулёво  | ↘33 945 |
| Можайск        | ↘32 755 |
| пгт Томилино   | ↗30 597 |
| Дедовск        | ↘30 373 |

## Общая карта
Легенда карты:
|  | Города с населением более 500 000 жителей   |
|  | Города с населением 200 000—500 000 жителей |
|  | Города с населением 100 000—200 000 жителей |
|  | Города с населением 50 000—100 000 жителей  |
|  | Города с населением до 50 000 жителей       |
|  | Посёлки городского типа                     |